# Guetteur
Pour l’article ayant un titre homophone, voir Getter.

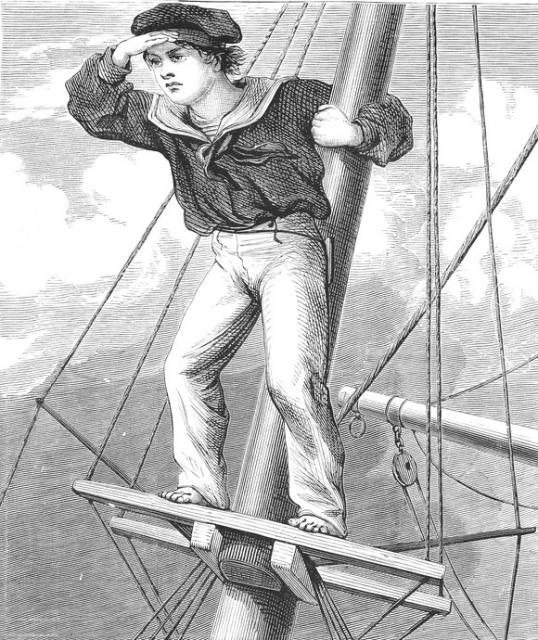
Illustration de guetteur par Harrison Weir.

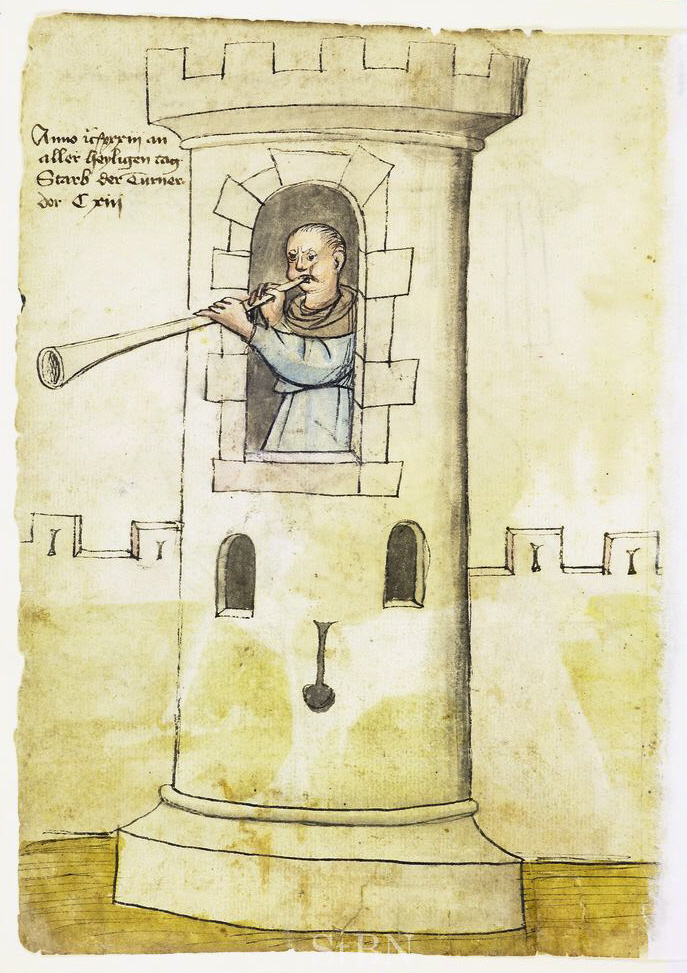
En cas d'incendie ou de guerre, au sommet d'une tour sonnante un guetteur pouvait avertir la population avec un dispositif d'alarme sonore (cloche, cor, trompette...). Cette tradition est maintenue dans quelques villes.

Un guetteur est une personne chargée de surveiller des dangers. Ce terme vient du monde maritime dans lequel la vigie sur un navire observe, à l'œil nu ou à la longue-vue, les autres bateaux, les terres et divers dangers. Il est souvent en hauteur pour observer de loin.

## Éléments historiques
Au Moyen Âge, il existe un réseau de guetteurs sur terre (milice territoriale et milice garde-côtes). Les guetteurs sur les cathédrales sont généralement des sonneurs civils au statut militaire. Outre leur fonction de guet, ils ont le devoir de sonner l'alarme ou toute autre sonnerie à vocation civile (rassemblement de population pour la lecture publique d'avis, convocation des édiles, annonce des exécutions publiques, police horaire des marchés, couvre-feu, sonnerie des principales heures de la journée). « Lorsque l'une des tours de la cathédrale ou de l'église principale d'une ville fait aussi office de tour de guet ou de beffroi, ils [les guetteurs] cohabitent avec les sonneurs religieux, mais ne peuvent prétendre à des prérogatives sur les cloches dont ils ont le charge ».

## Dans la culture populaire
Le mot guetteur est utilisé pour parler de quelqu'un qui surveille l'éventuelle arrivée de la police lors d'un échange de stupéfiants. Dans ce cas-ci, il criera le plus souvent "Arah" pour avertir le(s) dealer et son client(s). 